# Cook Door
Cook Door es una cadena de restaurantes de comida rápida con sede en El Cairo, Egipto. Es una de las cadenas de comida rápida de Egipto junto con Smiley's Grill y Mo'men.

## Historia
Cook Door, fundada en 1988, ganó popularidad dentro del mercado / juventud egipcia. Desde solo una sucursal en Heliópolis, hasta hace poco se expandió en los últimos años a múltiples sucursales, incluidas otras gobernaciones.

## Puntos de venta

### Egipto
1. Alejandría
2. Assuit
3. El Cairo
4. Damietta
5. El Mahalla El Kubra
6. Guiza
7. Hurghada
8. Ismailia
9. Mansoura
10. Marsa matrouh
11. Costa norte (marina)
12. Puerto Said
13. Sharm El Sheikh
14. Suez
15. Tanta
16. Zagazig

### Mundo árabe
1. Jeddah
2. Riad
3. Ciudad de Kuwait
4. Doha (sucursal del aeropuerto y sucursal de Villagio (dentro del Parque Gondolania)
5. Abu Dhabi